# André Cellier
Pour l’article ayant un titre homophone, voir André Sellier.
Pour les articles homonymes, voir Cellier.
André Cellier est un acteur, metteur en scène et directeur de théâtre français, né le 26 septembre 1926 à Paris et mort dans cette même ville le 21 janvier 1997. Il a aussi travaillé pour le cinéma et la télévision.

## Biographie
De son nom vrai nom André Maurice Cellié, il fait ses débuts au théâtre en 1943. En 1952, il prend la direction du Théâtre de Poche Montparnasse qu'il occupe jusqu'en 1958. Il se fait remarquer grâce à ses mises en scène de pièces d'August Strindberg,.
Il s'engage ensuite dans la voie de la décentralisation théâtrale. Il travaille avec Roger Planchon à Villeurbanne et avec Jean Dasté à Saint-Étienne. En 1971, il devient directeur du Centre dramatique de Tours,. Il présente des créations de Patrice Chéreau, d'Ariane Mnouchkine ou du Théâtre de l'Aquarium. Homme d'engagement (il est membre du Parti communiste français), sa programmation heurte la sensibilité d'une municipalité dirigée par le très conservateur Jean Royer.
Lorsque André Cellier soutient publiquement le candidat du PCF opposé à Royer pour une élection législative, celui-ci le licencie en 1976,. Fort du soutien reçu, il fonde le Théâtre libre de Touraine, hébergé dans la salle de spectacles que s'est donnée l'Université de Tours depuis 1973, puis répond en 1979 à l'appel de Robert Jarry, maire du Mans. Avec le soutien de son épouse Hélène Roussel et de Didier-Georges Gabily, il crée dans la cité sarthoise le Centre Théâtral du Maine qu'il dirige jusqu'en 1986 cherchant encore à aider l'émergence de nouveaux talents.
Sur les planches, il a notamment incarné Gustave dans Créanciers de Strindberg, mais aussi Oncle Vania d'Anton Tchekhov ou Créon dans l'Antigone de Sophocle,.
Homme de théâtre, André Cellier mène une modeste carrière au cinéma. Il apparait dans des réalisations d'Alex Joffé (Fortunat avec Bourvil et Michèle Morgan), de Michel Deville (Benjamin ou les Mémoires d'un puceau) ou  de Costa-Gavras (L'Aveu).
On le voit à la télévision dans deux téléfilms de la série Le Théâtre de la jeunesse et dans deux séries réalisées par Henri Colpi. Dans le feuilleton Le Dessous du ciel diffusée en 1974, il tient le rôle de Philippe Gavarnier, le père de l’héroïne interprétée par Marie-Georges Pascal. Le grand public le retrouve face à Véronique Genest dans Nana et dans quelques épisodes de Châteauvallon. La mini-série Quelques hommes de bonne volonté de François Villiers lui donne l'occasion d'incarner Jean Jaurès.
André Cellier meurt à l'âge de 70 ans. Il est inhumé au cimetière parisien de Pantin dans la 61e division. Son épouse, l'actrice Hélène Roussel, l'y rejoint en décembre 2022.

## Théâtre

### Comme metteur en scène
- 1946 : L'Heure de vérité de René-Jean Ottoni, Théâtre de Poche-Montparnasse
- 1955 : L'Opéra du gueux de John Gay, m.e.s avec Gilles Léger, Théâtre de Poche-Montparnasse
- 1959 : La Plus Forte d'August Strindberg, Théâtre de Poche-Montparnasse
- 1960 : Pâques d’August Strindberg, Théâtre de Poche-Montparnasse
- 1960 : Histoire de nuit de Sean O'Casey, Théâtre de Poche-Montparnasse
- 1960 : Une mesure pour rien de Jean Rebel, Théâtre de Poche-Montparnasse
- 1971 : Créanciers d'August Strindberg, Centre Dramatique de Tours. Distribution : André Cellier, Hélène Roussel, Michel Derain, Philippe Mercier.
- 1973 : Vie et mort du roi Jean de William Shakespeare. Distribution : Gérard Desarthe, André Lacombe, Pierre Lamy, Mike Marshall.
- 1973 : Les Propriétaires des clés de Milan Kundera, Centre Dramatique de Tours.
- 1973 : Cet animal étrange de Gabriel Arout d'après Anton Tchekhov, Centre Dramatique de Tours
- 1974 : Antigone de Sophocle, Centre Dramatique de Tours. Distribution : André Cellier, Catherine Davenier, Patrick Brunel, Jean-Marc Cellier, Jean-Louis Dumont, Jean-Jacques Chollet.
- 1974 : Long voyage vers la nuit d'Eugene O'Neill, Centre Dramatique de Tours. Distribution : André Cellier, Hélène Roussel, Patrick Collet, Jean-Marc Cellier.
- 1976 : Les Fusils de la mère Carrar de Bertolt Brecht, Centre Dramatique de Tours
- 1977 : Mort d'un commis voyageur d'Arthur Miller, Théâtre libre de Touraine. Distribution : André Cellier, Hélène Roussel, Jean-Marc Cellier, Didier-Georges Gabily, Patrick Brunel.
- 1979 : Jacques Prévert adaptation d'André Cellier, Théâtre national populaire de Villeurbanne
- 1983 : Long voyage vers la nuit d'Eugene O'Neill, Centre théâtral du Maine, Le Mans. Distribution : André Cellier, Hélène Roussel, Jean-Marc Cellier, Laurent Arnal.
- 1983 : Grand-peur et Misère du IIIe Reich de Bertolt Brecht, Centre théâtral du Maine, Le Mans
- 1984 : Mort d'un commis voyageur d'Arthur Miller, Centre théâtral du Maine. Distribution : André Cellier, Hélène Roussel, Michel Valmer, Jean-Marc Cellier, Marc Bonseignour, Patrick Brunel, Annick Cisaruk, Jean-François Sivadier.
- 1985 : Dernière lettre d'une mère juive soviétique à son fils adaptation d'André Cellier d'après Vassili Grossman, Centre théâtral du Maine, Le Mans, Théâtre de Poche Montparnasse
- 1986 : Le Jeu de la commune, un voyage de plein air de Didier-Georges Gabily, Centre théâtral du Maine, Le Mans
- 1987 : "Don Hernando et autres histoires : one man show, sketches, poèmes en prose, monologues… de Patrick Brunel, Centre dramatique du Maine, Théâtre Marie Stuart, Paris

### Comme acteur
- 1958 : Humiliés et offensés d'André Charpak d'après Dostoïevski, m.e.s. de Grégory Chmara, Théâtre de Poche Montparnasse : le Prince Valkovski
- 1959 : Oncle Vania d'Anton Tchekhov, m.e.s. de Sacha Pitoëff, Studio des Champs-Élysées : Ivan Voinitski
- 1962 : Le Prince de l'Escurial de Kurt Becsi, m.e.s. de Roger Coggio, Théâtre de l'Alliance française : Espinoza
- 1962 : Les Cailloux de Félicien Marceau, m.e.s. de André Barsacq, Théâtre de l'Atelier : Passiekov
- 1965 : Les Ennemis de Maxime Gorki, adaptation d'Arthur Adamov, m.e.s. de Pierre Debauche, festival de Nanterre
- 1965 : Éve et Line d'après Luigi Pirandello, m.e.s. de Pierre Franck, Théâtre des Bouffes Parisiens : Lello Carpani
- 1965 : Bérénice de Jean Racine, m.e.s. de Roger Planchon, Théâtre de la Cité de Villeurbanne : Paulin
- 1966 : Richard III de William Shakespeare, m.e.s. de Roger Planchon, Festival d'Avignon, Théâtre de la Cité de Villeurbanne : Édouard IV
- 1967 : Les Derniers de Maxime Gorki, adaptation de Gabriel Arout, m.e.s. de Jean Dasté, Comédie de Saint-Étienne : Iakov
- 1967 : L'Arme blanche de Victor Haïm, m.e.s. de François Darbon, Théâtre de l'Athénée : le maire
- 1967 : La Maison des cœurs brisés de George Bernard Shaw, m.e.s. de Jean Tasso, Comédie de l'Est, Strasbourg : Mangan
- 1968 : Que ferez-vous en novembre ? de René Ehni, m.e.s. d'Aldo Trionfo, Théâtre de Lutèce : Edouard Ier
- 1969 : Le roi se meurt d'Eugène Ionesco, m.e.s. de Jacques Mauclair, Théâtre de l'Alliance française : le médecin
- 1969 : L'Infâme de Roger Planchon, m.e.s. de l'auteur, Théâtre de la Cité de Villeurbanne : Monsieur l'inspecteur
- 1971 : Henry VIII de William Shakespeare, m.e.s. de Gabriel Garran, Théâtre de la Commune d'Aubervilliers : Buckingham
- 1971 : Créanciers d'August Strindberg, m.e.s. d'André Cellier, Centre Dramatique de Tours : Gustave
- 1973 : Les Propriétaires des clés de Milan Kundera, m.e.s. d'André Cellier, Centre Dramatique de Tours
- 1974 : Long voyage vers la nuit d'Eugene O'Neill, m.e.s. d'André Cellier, Centre Dramatique de Tours
- 1974 : Antigone de Sophocle, m.e.s. d'André Cellier, Centre Dramatique de Tours : Créon
- 1977 : Périclès, prince de Tyr de William Shakespeare, m.e.s. de Roger Planchon, Théâtre national populaire de Villeurbanne : Antiochus / Simonide
- 1978 : Antoine et Cléopâtre de William Shakespeare, m.e.s. de Roger Planchon, Théâtre national populaire de Villeurbanne : Ménécrate
- 1979 : Grave, mais non désespérée de René Tholy, mise en voix dirigée par Jean Bouchaud, Centre culturel de la communauté française de Belgique à Paris
- 1979 : Carthage encore de Jean-Luc Lagarce, mise en voix dirigée par Jean Bouchaud, Centre culturel de la communauté française de Belgique à Paris
- 1981 : La Duchesse d'Amalfi de John Webster, m.e.s. de Adrian Noble, Nouveau Carré Silvia Monfort : Castruccio / le docteur
- 1982 : Le Pain dur de Paul Claudel, m.e.s. de Jean Bollery, Théâtre de la Comédie de Reims : Turelure
- 1985 : Dernière lettre d'une mère juive soviétique à son fils d'après Vassili Grossman, adaptation et m.e.s. d'André Cellier, Théâtre de Poche Montparnasse
- 1988 : L'Inconvenant de Gildas Bourdet, m.e.s. de l'auteur, Théâtre de la Salamandre de Tourcoing, Théâtre du Nord, Théâtre National de la Colline
- 1989 : Plage de la Libération de Roland Fichet, m.e.s. de René Loyon, Théâtre de l'Aquarium, Théâtre national de Bretagne
- 1989 : Ossia de Didier-Georges Gabily, m.e.s. de l'auteur, Théâtre de Poche Montparnasse
- 1991 : Revue de Marc Dugowson, m.e.s. de l'auteur : Monsieur Romuald Bouba
- 1992 : Mademoiselle Rose ou le langage des fleurs de Federico García Lorca, m.e.s. de Michel Cerda, Théâtre d’Angoulême, Théâtre national de Bretagne
- 1992 : Violences de Didier-Georges Gabily, m.e.s. de l'auteur, Montluçon
- 1993 : Bettina de Carlo Goldoni, m.e.s. de Jean-Claude Berutti, Théâtre National de Strasbourg : Pantalon
- 1994 : Les Libertins  de Roger Planchon, m.e.s. de l'auteur, Théâtre national populaire de Villeurbanne, Théâtre National de Chaillot : M. Descombes

## Filmographie

### Cinéma
- 1959 : Le Second Souffle, court métrage de Yannick Bellon :
- 1959 : Du rififi chez les femmes de Alex Joffé : le transporteur
- 1960 : Fortunat d'Alex Joffé : un résistant
- 1961 : La Menace de Gérard Oury : le commissaire
- 1964 : Lucky Jo de Michel Deville : Gabriel
- 1968 : Benjamin ou les Mémoires d'un puceau de Michel Deville : le conseiller
- 1970 : L'Aveu de Costa-Gavras :
- 1991 : La Vie des morts de Arnaud Desplechin : Père Fitzsimmons

### Télévision
- 1956 : Ivanov, téléfilm de Jean Prat : l'invité
- 1956 : Le mystère de la Mary Celeste, un épisode de la série télévisée Énigmes de l'histoire de Stellio Lorenzi : Whelligan
- 1956 : En votre âme et conscience, épisode L'Affaire de Vaucroze de Jean Prat
- 1958 : En votre âme et conscience, épisode : L'Affaire Verkammen de Jean Prat
- 1961 : Marceau ou Les enfants de la république, téléfilm de René Lucot : Bourbotte
- 1961 : Cosette, un épisode de la série télévisée Le Théâtre de la jeunesse d'Alain Boudet :  le procureur
- 1963 : La Case de l'oncle Tom, un épisode de la série télévisée Le Théâtre de la jeunesse de Jean-Christophe Averty : Shelby
- 1963 : Premier amour, téléfilm de Jean Prat :
- 1965 : L'Héritage, téléfilm de Jean Prat : le médecin
- 1966 : Jean-Luc persécuté, téléfilm de Claude Goretta : Maréchal
- 1969 : Fortune, série télévisée d'Henri Colpi : Santa-Anna
- 1969 : Une femme à aimer, série télévisée d'Henri Colpi : Bragmann
- 1970 : À corps perdu, téléfilm d'Abder Isker : Philippe Deflandre
- 1971 : La Possédée, téléfilm d'Éric Le Hung : Trincant
- 1971 : Lumière violente, série télévisée
- 1972 : La Mort d'un champion, téléfilm d'Abder Isker : Charles Forestier
- 1974 : Le Dessous du ciel, série télévisée de Roger Gillioz : Philippe Gavarnier
- 1977 : Bonsoir chef, série télévisée de Pierre Goutas : Lantin
- 1978 : La Corde au cou, mini-série télévisée de Marcel Moussy : M. Sénéchal
- 1978 : L'oncle Paul, un épisode de la série télévisée Les Héritiers de Marcel Moussy : Me Carlat
- 1978 : Émile Zola ou La conscience humaine, mini-série télévisée de Stellio Lorenzi : Géard
- 1978 : L'Affaire Servoz, un épisode de la série télévisée Messieurs les jurés d'André Michel : l'avocat général
- 1981 : Nana, mini-série télévisée de Maurice Cazeneuve : Bordenave
- 1981 : Arcole ou la terre promise, mini-série télévisée de Marcel Moussy : M. Dumourier
- 1981 : Histoire contemporaine, mini-série télévisée de Michel Boisrond : le président Peloux
- 1982 : Le Rêve d'Icare, téléfilm de Jean Kerchbron : Jean Xavier
- 1983 : Quelques hommes de bonne volonté, mini-série télévisée de François Villiers : Jean Jaurès
- 1985 : Châteauvallon, série télévisée de Paul Planchon :
- 1985 : L'histoire en marche : Les Prisonnières, téléfilm de Jean-Louis Lorenzi